# De avonturen van Piwo het houten paard
De avonturen van Piwo het houten paard is het eerste stripverhaal uit de reeks Piwo het houten paard. Het is geschreven en getekend door Willy Vandersteen.

## Inhoud
Deze strip gaat over een levend, houten paard genaamd Piwo die in het Wilde Westen leeft.

## Uitgaven
Het verhaal is niet voorgepubliceerd en verscheen als album in 1943. Het werd uitgegeven door uitgeverij Ons Volk.
In 1993 verscheen een luxe gebundelde uitgave van de drie verhalen, ditmaal uitgegeven door Standaard Uitgeverij.